# Michelle Fairley
Michelle Fairley (Coleraine, 1964. január 17. –) északír színésznő. 
Legismertebb televíziós szerepe Catelyn Stark a Trónok harca című amerikai fantasysorozatban.

## Filmográfia

### Film
| Év   | Magyar cím                           | Eredeti cím                                   | Szerep                 | Magyar hang      |
| ---- | ------------------------------------ | --------------------------------------------- | ---------------------- | ---------------- |
| 1990 |                                      | Hidden Agenda                                 | Teresa Doyle           |                  |
| 1998 | Író és hős                           | A Soldier's Daughter Never Cries              | Miss O'Shaunessy       | Szórádi Erika    |
| 1998 |                                      | Suffering                                     | Patricia               |                  |
| 2000 |                                      | The Second Death (rövidfilm)                  | Aisling                |                  |
| 2001 | Más világ                            | The Others                                    | Mrs. Marlish           | Szegedi Erika    |
| 2002 |                                      | Shearing (rövidfilm)                          | Yvonne                 |                  |
| 2010 |                                      | Cup Cake                                      | Annie McNabb           |                  |
| 2010 |                                      | The Duel                                      | Marya                  |                  |
| 2010 | Chatszoba                            | Chatroom                                      | Rosie                  |                  |
| 2010 | Harry Potter és a Halál ereklyéi 1.  | Harry Potter and the Deathly Hallows – Part 1 | Mrs. Granger           | Sági Tímea       |
| 2013 | A titokzatos szerető                 | The Invisible Woman                           | Caroline Graves        | Czifra Krisztina |
| 2013 | Philomena – Határtalan szeretet      | Philomena                                     | Sally Mitchell         | Kovács Nóra      |
| 2013 |                                      | Jack and the Cuckoo-Clock Heart               | Brigitte Helm (hangja) |                  |
| 2014 | Lovagok háborúja 2. – Harc a trónért | Ironclad: Battle for Blood                    | Joan De Vesci          | Kovács Nóra      |
| 2014 |                                      | Montana                                       | DCI Rachel Jones       |                  |
| 2014 |                                      | I Am Here (rövidfilm)                         | anya                   |                  |
| 2015 | A tenger szívében                    | In the Heart of the Sea                       | Mrs. Nickerson         | Egri Márta       |
| 2016 |                                      | Edith (rövidfilm)                             | Shelia                 |                  |
| 2019 |                                      | The Trap (rövidfilm)                          | Michelle               |                  |

### Televízió
| Év        | Magyar cím                                 | Eredeti cím                         | Szerep                    | Megjegyzések                                            |
| --------- | ------------------------------------------ | ----------------------------------- | ------------------------- | ------------------------------------------------------- |
| 2000      |                                            | The Second Death                    | Aisling                   | tévéfilm                                                |
| 2001      |                                            | Rebus: Dead Souls                   | Janice Mee                | 2 epizód                                                |
| 2001      | Titkos küldetésben                         | In Deep                             | Eva/Phoebe                | 2 epizód                                                |
| 2005      | Az utolsó vizsga                           | Ahead of the Class                  | Sonia Venning             | tévéfilm                                                |
| 2006      |                                            | The Catherine Tate Show             | Rosemary                  | 1 epizód                                                |
| 2009      |                                            | A Short Stay in Switzerland         | Mrs. Savery               | tévéfilm                                                |
| 2009      |                                            | Best: His Mother's Son              | Ann Best                  | tévéfilm                                                |
| 2009      | Kívülállók                                 | Misfits                             | Louise Young              | - 2 epizód - magyar hangja: - Bognár Gyöngyvér          |
| 2010      | Habcsók                                    | Cup Cake                            | Annie McNabb              | tévéfilm                                                |
| 2010      | Kisvárosi gyilkosságok                     | Midsomer Murders                    | Iris Holman               | 1 epizód (Küzdősport)                                   |
| 2011      | A néma szemtanú                            | Silent Witness                      | DI Suzy Harte             | 1 epizód                                                |
| 2011–2013 | Trónok harca                               | Game of Thrones                     | Catelyn Stark             | - főszereplő (25 epizód) - magyar hangja: - Kovács Nóra |
| 2013      | Briliáns elmék                             | Suits                               | Ava Hessington            | visszatérő szereplő (8 epizód)                          |
| 2014      | 24: Élj egy új napért                      | 24: Live Another Day                | Margot Al-Harazi          | visszatérő szereplő (8 epizód)                          |
| 2014–2015 | Feltámadtak                                | Resurrection                        | Margaret Langston         | visszatérő szereplő (13 epizód)                         |
| 2015      |                                            | The Lizzie Borden Chronicles        | Aideen Trotwood           | minisorozat (1 epizód)                                  |
| 2015      | Crossing Lines – Határtalanul              | Crossing Lines                      | Sophie Baines             | visszatérő szereplő (3. évad)                           |
| 2016      |                                            | Rebellion                           | Dolly Butler              | 1. évad                                                 |
| 2017      |                                            | Fortitude                           | Freya Lennox              | visszatérő szereplő (2. évad)                           |
| 2017      | A fehér hercegnő                           | The White Princess                  | Margaret Beaufort         | minisorozat (főszereplő)                                |
| 2017      | Penn Zero, a félállású hős                 | Penn Zero: Part-Time Hero           | Igneous királynő (hangja) | 1 epizód                                                |
| 2019      |                                            | The Feed                            | Meredith Hatfield         | főszereplő (10 epizód)                                  |
| 2020–     |                                            | Gangs of London                     | Marian Wallace            | főszereplő (16 epizód)                                  |
| 2023      | Sarolta királyné – Egy Bridgerton-történet | Queen Charlotte: A Bridgerton Story | Auguszta hercegnő         | - főszereplő (6 epizód) - magyar hangja: - Tóth Enikő   |

## Színházi szerepek
| Év   | Magyar cím Eredeti cím        | Szerep          | Helyszín            |
| ---- | ----------------------------- | --------------- | ------------------- |
| 2010 | – Greta Garbo Came to Donegal | Paulie Hennessy |                     |
| 2009 | – Dancing at Lughnasa         | Kate            | Old Vic             |
| 2007 | Othello                       | Emilia          | Donmar Warehouse    |
| 2007 | Macbeth                       | Lady Macbeth    |                     |
| 2006 | – The Wild Duck               | Gina            | Donmar Warehouse    |
| 2006 | – Gates of Gold               | Alma            | Trafalgar           |
| 2004 | – Ashes to Ashes Pinter       |                 | Lyric Theatre       |
| 2003 | – Scenes From The Big Picture | Helan           |                     |
| 2003 | – Loyal Women, Neverland      | Brenda          | Royal Court Theatre |
| 2000 | – The Weir                    | Valerie         |                     |
| 1993 | – Oleanna                     | Carol           | Royal Court Theatre |

## Díjak és jelölések
- Jelölés — Scream Award, legjobb szereplőgárda (Trónok harca, 2011)
- Jelölés — Screen Actors Guild Award, szereplőgárda kiemelkedő alakítása drámai sorozatban (Trónok harca, 2011)